# گوران پاندف
گوران پاندف (به انگلیسی: Goran Pandev)؛ زادهٔ ۲۷ ژوئیهٔ ۱۹۸۳) بازیکن سابق فوتبال اهل مقدونیه شمالی است.
او با ۳۸ گل بهترین گلزن تاریخ تیم ملی فوتبال مقدونیه شمالی است.

## افتخارات
لاتزیو
- جام حذفی فوتبال ایتالیا(۱): ۰۹–۲۰۰۸

اینتر میلان
- سری آ(۱): ۱۰–۲۰۰۹
- جام حذفی فوتبال ایتالیا(۲): ۱۰–۲۰۰۹، ۱۱–۲۰۱۰
- سوپرجام فوتبال ایتالیا(۱): ۲۰۱۰
- لیگ قهرمانان اروپا(۱): ۱۰–۲۰۰۹
- جام باشگاه های جهان(۱): ۲۰۱۰

ناپولی
- جام حذفی فوتبال ایتالیا(۲): ۱۲–۲۰۱۱، ۱۴–۲۰۱۳

گالاتاسرای
- سوپر لیگ فوتبال ترکیه(۱): ۱۵–۲۰۱۴
- جام حذفی فوتبال ترکیه(۱): ۱۵–۲۰۱۴